# Prepuštovec (Zagreb)
Prepuštovec je selo u okolici Zagreba, nadomak Sesveta i Kašine. Administrativno pripada Gradu Zagrebu.

## Povijest
Podno južnih obronaka istočne Medvednice, tik do Kašine smjestilo se selo Prepuštovec, mnogima poznato kao omiljeno zagrebačko izletište u kojemu se nekada nalazio veliki podrum, koji je nekad bio u vlasništvu prve vinarske zadruge prigorskih vinogradara. U tom podrumu nalazile su se velike izrezbarene bačve pune domaćeg, prigorskog vina zvano kraljevina ili imbrina, za koju ovdašnji ljudi tvrde da je "dobroćudna kao i svi Imbre i Imbreki". Prepuštovec je dobio ime po zagrebačkom prepoštu (kanoničkom starješini) Ćirijaku koji svoje rodoslovlje vuče iz tadašnje najodličnije i najbogatije obitelji Kuča i koji je bio zemljišni posjednik u kašinskom kraju. Godine 1217. u povelji hrvatsko-ugarskog kralja Andrije II. ne samo da se opisuju međe posjeda Kašine s Blagušom ("Cassina cum Blagussa") nego se spominju i vinogradari prepošta Ćirjaka ("inde descendit et ibi transitur et per transitum ad Ciriaci prepositus et per viam ascendit ad montem") koji se nalazili između Kašine i Blaguše. Bit će da je već tada postajalo selo koje je ime dobilo po prepoštu Ćirijaku, tj. Prepuštovec. R. Gajer navodi kako nije isključeno "da su kaptolski prepošti i poslije Ćirijaka uživali prihode tog sela". Dakle, Prepuštovec je, uz Kašinu, Blagušu, Planinu, Vugrovec i Dobrodol, staro srednjovjekovno naselje ovog dijela Prigorja.
Godine 1850. Prepuštovec ima 15 kuća. Podaci iz 1866. su potpuniji i navode da je Prepuštovec selo u zagrebačkoj županiji, da pripada rimokatoličkoj župi Kašina Donja, kotru Sv. Ivan i sudičiji Vurnovec, te pošti Popovec. Tada Prepuštovec ima 15 kuća i 225 stanovnika.

## Stanovništvo
Prema popisu stanovništa iz 1991. godine u mjestu je živjelo 319 stanovnika.

Prema popisu stanovništva iz 2001. godine, naselje je imalo 346 stanovnika te 105 obiteljskih kućanstava.

Prema popisu stanovništva 2011. godine naselje je imalo 332 stanovnika.
| broj stanovnika | 225   | 249   | 253   | 291   | 320   | 335   | 335   | 364   | 385   | 372   | 360   | 316   | 310   | 319   | 346   | 332   | 284   |
|                 | 1857. | 1869. | 1880. | 1890. | 1900. | 1910. | 1921. | 1931. | 1948. | 1953. | 1961. | 1971. | 1981. | 1991. | 2001. | 2011. | 2021. |

Mjesto je dobro prometno povezano sa Sesvetama i Zagrebom, a djeca pohađaju osnovnu školu u Kašini dok srednju školu pohađaju u Gradu Zagrebu.
Prepuštovec prema popisu iz 2001. ima 346 stanovnika sa 105 domaćinstava. Neke od ulica U Prepuštovcu: Glavna, Odvojak Kezerići I., Odvojak Kezerići II., Poljska ulica, Prepuštovec, Novoseli, Pukšeci, Škanići, Švajgoviči i Ulica mladih.

## Kultura
- KUD Prepuštovec